# Dixième district congressionnel de Floride
Le 10e district congressionnel de Floride est un district de l'État américain de Floride. Il a été redessiné en 2012, à compter du 3 janvier 2013, de la côte du golfe au centre de la Floride intérieure. Avant 2017, le district comprenait des parties de l'ouest du Comté d'Orange, la majeure partie du Comté de Lake, ainsi qu'une partie nord du Comté de Polk. Le district actuel est entièrement dans le Comté d'Orange et couvre la majeure partie de sa partie ouest. Il est situé le long du corridor de l'Interstate 4. Il comprend la majeure partie de la moitié ouest d'Orlando. D'autres villes et villages entièrement ou partiellement dans le district comprennent Apopka, Belle Isle, Beulah, Eatonville, Harlem Heights , Ocoee , Oak Ridge , Orlo Vista , Winter Garden et Windermere,. Le quartier contient des attractions populaires d'Orlando comme Disney World, Universal Orlando Resort et SeaWorld Orlando.
Il est actuellement représenté par le Démocrate Maxwell Frost. En raison du redécoupage après le recensement de 2010, ce district a été renuméroté et légèrement reconfiguré à partir de l'ancien 8e district. Avant 2017, il était considéré comme un swing district avec une légère inclinaison républicaine. En raison du redécoupage au milieu de la décennie qui a eu lieu en 2016, le district est devenu beaucoup plus compact. Il est désormais considéré comme solidement démocrate.
L'ancien 10e district, de 2003 à 2012, couvrait des zones plus à l'ouest et englobait une grande partie du Comté de Pinellas, sur la côte du golfe du centre de la Floride.

## Géographie
| #  | Comté  | Siège   | Population |
| -- | ------ | ------- | ---------- |
| 95 | Orange | Orlando | 1 471 416  |

### Villes de 10 000 personnes ou plus
- Orlando – 307 573
- Alafaya – 92 452
- Pine Hills – 66 111
- University – 31 084
- Winter Park – 29 795
- Oak Ridge – 25 062
- Maitland – 19 543
- Azalea Park – 14 141
- Lockhart – 14 058
- Goldenrod – 13 431
- Doctor Phillips – 12 328
- Fairview Shores – 10 722
- Union Park – 10 452

### Villes de 2500 à 10 000 personnes
- Bithlo – 9848
- Wedgefield – 8017
- Orlo Vista – 6806
- Rio Pinar – 5409
- Clarcona – 3283

## Historique de vote
| Années | Poste     | Résultats             |
| ------ | --------- | --------------------- |
| 2000   | Président | Gore 51,0 % – 49,0 %  |
| 2004   | Président | Bush 51,0 % – 49,0 %  |
| 2008   | Président | Obama 51,0 % – 47,0 % |
| 2012   | Président | Obama 60,0 % – 38,0 % |
| 2016   | Président | Clinton 61,0 – 34,0 % |
| 2020   | Président | Biden 62,0 % – 37,0 % |

## Liste des représentants du district
| Membre                             | Parti       | Années                           | Congrès     | Histoire électorale | Zone géographique                |
| ---------------------------------- | ----------- | -------------------------------- | ----------- | --- | -------------------------------- |
| District établit le 3 janvier 1963 |             |                                  |             | |                                  |
| Sam Gibbons (en)                   | Démocrate   | 3 janvier 1963 - 3 janvier 1967  | 88e - 89e   | Élu en 1962. Réélu en 1964. Redécoupage vers le 6e district. | 1963–1973                        |
| J. Herbert Burke (en)              | Républicain | 3 janvier 1967 - 3 janvier 1973  | 90e - 92e   | Élu en 1966. Réélu en 1968. Réélu en 1970. Redécoupage vers le 12e district. | 1963–1973                        |
| Louis A. Bafalis (en)              | Républicain | 3 janvier 1973 - 3 janvier 1983  | 93e - 97e   | Élu en 1972. Réélu en 1974. Réélu en 1976. Réélu en 1978. Réélu en 1980. Retrait pour se présenter comme Gouverneur de Floride.                                                                                              | 1973–1983                        |
| Andy Ireland (en)                  | Démocrate   | 3 janvier 1983 - 15 juillet 1984 | 98e - 102e  | Redécoupage depuis le 8e district et réélu en 1982. Change de parti politique. Réélu en 1984. Réélu en 1986. Réélu en 1988. Réélu en 1990. Retrait.                                                                          | 1983–1993                        |
| Andy Ireland (en)                  | Républicain | 15 juillet 1984 - 3 janvier 1993 | 98e - 102e  | Redécoupage depuis le 8e district et réélu en 1982. Change de parti politique. Réélu en 1984. Réélu en 1986. Réélu en 1988. Réélu en 1990. Retrait.                                                                          | 1983–1993                        |
| Bill Young (en)                    | Républicain | 3 janvier 1993 - 3 janvier 2013  | 103e - 112e | Redécoupage depuis le 8e district et réélu en 1992. Réélu en 1994. Réélu en 1996. Réélu en 1998. Réélu en 2000. Réélu en 2002. Réélu en 2004. Réélu en 2006. Réélu en 2008. Réélu en 2010. Redécoupage vers le 13e district. | 1993–2003                        |
| Bill Young (en)                    | Républicain | 3 janvier 1993 - 3 janvier 2013  | 103e - 112e | Redécoupage depuis le 8e district et réélu en 1992. Réélu en 1994. Réélu en 1996. Réélu en 1998. Réélu en 2000. Réélu en 2002. Réélu en 2004. Réélu en 2006. Réélu en 2008. Réélu en 2010. Redécoupage vers le 13e district. | 2003–2013                        |
| Daniel Webster                     | Républicain | 3 janvier 2013 - 3 janvier 2017  | 113e , 114e | Redécoupage depuis le 8e district et réélu en 2012. Réélu en 2014. Redécoupage vers le 11e district. | 2013–2017                        |
| Val Demings                        | Démocrate   | 3 janvier 2017 - 3 janvier 2023  | 115e - 117e | Élue en 2016. Réélue en 2018. Réélue en 2020. Retrait pour se présenter comme Sénateur des États-Unis. | 2017–2023                        |
| Maxwell Frost                      | Démocrate   | 3 janvier 2023 - en cours        | 118e        | Élu en 2022 | 2023–en cours Majorité d'Orlando |

## Résultats des récentes élections
Voici les résultats des dix précédents cycles électoraux dans le district.

### 2004
| Élection de 2004 du 10e district congressionnel de Floride | Élection de 2004 du 10e district congressionnel de Floride | Élection de 2004 du 10e district congressionnel de Floride | Élection de 2004 du 10e district congressionnel de Floride | Élection de 2004 du 10e district congressionnel de Floride |
| ---------------------------------------------------------- | ---------------------------------------------------------- | ---------------------------------------------------------- | ---------------------------------------------------------- | ---------------------------------------------------------- |
| Parti                                                      | Parti                                                      | Candidat                                                   | Votes                                                      | %                                                          |
|                                                            | Républicain                                                | Bill Young (en) (sortant)                                  | 207 052                                                    | 69,3                                                       |
|                                                            | Démocrate                                                  | Bob D. Derry                                               | 91 568                                                     | 30,7                                                       |
| Total des votes                                            | Total des votes                                            | Total des votes                                            | 298 620                                                    | 100 %                                                      |
|                                                            | Les Républicains conservent                                |                                                            |                                                            |                                                            |

### 2006
| Élection de 2006 du 10e district congressionnel de Floride | Élection de 2006 du 10e district congressionnel de Floride | Élection de 2006 du 10e district congressionnel de Floride | Élection de 2006 du 10e district congressionnel de Floride | Élection de 2006 du 10e district congressionnel de Floride |
| ---------------------------------------------------------- | ---------------------------------------------------------- | ---------------------------------------------------------- | ---------------------------------------------------------- | ---------------------------------------------------------- |
| Parti                                                      | Parti                                                      | Candidat                                                   | Votes                                                      | %                                                          |
|                                                            | Républicain                                                | Bill Young (en) (sortant)                                  | 131 301                                                    | 66,0                                                       |
|                                                            | Démocrate                                                  | Samm Simpson                                               | 67 285                                                     | 34,0                                                       |
| Total des votes                                            | Total des votes                                            | Total des votes                                            | 198 586                                                    | 100 %                                                      |
|                                                            | Les Républicains conservent                                |                                                            |                                                            |                                                            |

### 2008
| Élection de 2008 du 10e district congressionnel de Floride | Élection de 2008 du 10e district congressionnel de Floride | Élection de 2008 du 10e district congressionnel de Floride | Élection de 2008 du 10e district congressionnel de Floride | Élection de 2008 du 10e district congressionnel de Floride |
| ---------------------------------------------------------- | ---------------------------------------------------------- | ---------------------------------------------------------- | ---------------------------------------------------------- | ---------------------------------------------------------- |
| Parti                                                      | Parti                                                      | Candidat                                                   | Votes                                                      | %                                                          |
|                                                            | Républicain                                                | Bill Young (en) (sortant)                                  | 182 781                                                    | 60,7                                                       |
|                                                            | Démocrate                                                  | Bob Hackworth                                              | 118 460                                                    | 39,3                                                       |
| Total des votes                                            | Total des votes                                            | Total des votes                                            | 301 241                                                    | 100 %                                                      |
|                                                            | Les Républicains conservent                                |                                                            |                                                            |                                                            |

### 2010
| Élection de 2010 du 10e district congressionnel de Floride | Élection de 2010 du 10e district congressionnel de Floride | Élection de 2010 du 10e district congressionnel de Floride | Élection de 2010 du 10e district congressionnel de Floride | Élection de 2010 du 10e district congressionnel de Floride |
| ---------------------------------------------------------- | ---------------------------------------------------------- | ---------------------------------------------------------- | ---------------------------------------------------------- | ---------------------------------------------------------- |
| Parti                                                      | Parti                                                      | Candidat                                                   | Votes                                                      | %                                                          |
|                                                            | Républicain                                                | Bill Young (en) (sortant)                                  | 137 837                                                    | 66,0                                                       |
|                                                            | Démocrate                                                  | Charlie Justice                                            | 71 228                                                     | 34,0                                                       |
| Total des votes                                            | Total des votes                                            | Total des votes                                            | 209 065                                                    | 100 %                                                      |
|                                                            | Les Républicains conservent                                |                                                            |                                                            |                                                            |

### 2012
| Élection de 2012 du 10e district congressionnel de Floride | Élection de 2012 du 10e district congressionnel de Floride | Élection de 2012 du 10e district congressionnel de Floride | Élection de 2012 du 10e district congressionnel de Floride | Élection de 2012 du 10e district congressionnel de Floride |
| ---------------------------------------------------------- | ---------------------------------------------------------- | ---------------------------------------------------------- | ---------------------------------------------------------- | ---------------------------------------------------------- |
| Parti                                                      | Parti                                                      | Candidat                                                   | Votes                                                      | %                                                          |
|                                                            | Républicain                                                | Daniel Webster (sortant)                                   | 164 649                                                    | 51,7                                                       |
|                                                            | Démocrate                                                  | Val Demings                                                | 153 574                                                    | 48,3                                                       |
|                                                            | Write-in                                                   | Naipaul Seegolam                                           | 46                                                         | 0,0                                                        |
| Total des votes                                            | Total des votes                                            | Total des votes                                            | 318 269                                                    | 100 %                                                      |
|                                                            | Les Républicains conservent                                |                                                            |                                                            |                                                            |

### 2014
| Élection de 2014 du 10e district congressionnel de Floride | Élection de 2014 du 10e district congressionnel de Floride | Élection de 2014 du 10e district congressionnel de Floride | Élection de 2014 du 10e district congressionnel de Floride | Élection de 2014 du 10e district congressionnel de Floride |
| ---------------------------------------------------------- | ---------------------------------------------------------- | ---------------------------------------------------------- | ---------------------------------------------------------- | ---------------------------------------------------------- |
| Parti                                                      | Parti                                                      | Candidat                                                   | Votes                                                      | %                                                          |
|                                                            | Républicain                                                | Daniel Webster (sortant)                                   | 143 128                                                    | 61,5                                                       |
|                                                            | Démocrate                                                  | Michael Patrick McKenna                                    | 89 426                                                     | 38,5                                                       |
|                                                            | Write-in                                                   | David Falstad                                              | 20                                                         | 20                                                         |
| Total des votes                                            | Total des votes                                            | Total des votes                                            | 232 574                                                    | 100 %                                                      |
|                                                            | Les Républicains conservent                                |                                                            |                                                            |                                                            |

### 2016
| Élection de 2016 du 10e district congressionnel de Floride | Élection de 2016 du 10e district congressionnel de Floride | Élection de 2016 du 10e district congressionnel de Floride | Élection de 2016 du 10e district congressionnel de Floride | Élection de 2016 du 10e district congressionnel de Floride |
| ---------------------------------------------------------- | ---------------------------------------------------------- | ---------------------------------------------------------- | ---------------------------------------------------------- | ---------------------------------------------------------- |
| Parti                                                      | Parti                                                      | Candidat                                                   | Votes                                                      | %                                                          |
|                                                            | Démocrate                                                  | Val Demings                                                | 198 491                                                    | 64,87                                                      |
|                                                            | Républicain                                                | Thuy Lowe                                                  | 107 498                                                    | 35,13                                                      |
| Total des votes                                            | Total des votes                                            | Total des votes                                            | 305 989                                                    | 100 %                                                      |
|                                                            | Les Démocrates prennent aux Républicains                   |                                                            |                                                            |                                                            |

### 2018
| Élection de 2018 du 10e district congressionnel de Floride | Élection de 2018 du 10e district congressionnel de Floride | Élection de 2018 du 10e district congressionnel de Floride | Élection de 2018 du 10e district congressionnel de Floride |
| ---------------------------------------------------------- | ---------------------------------------------------------- | ---------------------------------------------------------- | ---------------------------------------------------------- |
| Parti                                                      | Parti                                                      | Candidat                                                   | %                                                          |
|                                                            | Démocrate                                                  | Val Demings (sortante)                                     | 100%                                                       |
|                                                            | Les Démocrates conservent                                  |                                                            |                                                            |

### 2020
| Élection de 2020 du 10e district congressionnel de Floride | Élection de 2020 du 10e district congressionnel de Floride | Élection de 2020 du 10e district congressionnel de Floride | Élection de 2020 du 10e district congressionnel de Floride | Élection de 2020 du 10e district congressionnel de Floride |
| ---------------------------------------------------------- | ---------------------------------------------------------- | ---------------------------------------------------------- | ---------------------------------------------------------- | ---------------------------------------------------------- |
| Parti                                                      | Parti                                                      | Candidat                                                   | Votes                                                      | %                                                          |
|                                                            | Démocrate                                                  | Val Demings (sortante)                                     | 239 434                                                    | 63,61                                                      |
|                                                            | Républicain                                                | Vennia Francois                                            | 136 889                                                    | 36,36                                                      |
|                                                            | Indépendant                                                | Sufiyah Yasmine (write-in)                                 | 74                                                         | 0,01                                                       |
| Total des votes                                            | Total des votes                                            | Total des votes                                            | 376 397                                                    | 100 %                                                      |
|                                                            | Les Démocrates conservent                                  |                                                            |                                                            |                                                            |

### 2022
| Primaire Républicaine de 2022 du 10e district congressionnel de Floride | Primaire Républicaine de 2022 du 10e district congressionnel de Floride | Primaire Républicaine de 2022 du 10e district congressionnel de Floride | Primaire Républicaine de 2022 du 10e district congressionnel de Floride | Primaire Républicaine de 2022 du 10e district congressionnel de Floride |
| ----------------------------------------------------------------------- | ----------------------------------------------------------------------- | ----------------------------------------------------------------------- | ----------------------------------------------------------------------- | ----------------------------------------------------------------------- |
| Parti                                                                   | Parti                                                                   | Candidat                                                                | Votes                                                                   | %                                                                       |
|                                                                         | Républicain                                                             | Calvin Wimbish                                                          | 12 103                                                                  | 44,4                                                                    |
|                                                                         | Républicain                                                             | Peter Weed                                                              | 3 601                                                                   | 13,2                                                                    |
|                                                                         | Républicain                                                             | Tuan Le                                                                 | 3541                                                                    | 13,0                                                                    |
|                                                                         | Républicain                                                             | Willie Montague                                                         | 3201                                                                    | 11,8                                                                    |
|                                                                         | Républicain                                                             | Thuy Lowe                                                               | 3176                                                                    | 11,7                                                                    |
|                                                                         | Républicain                                                             | Lateresa Jones                                                          | 1614                                                                    | 5,9                                                                     |

| Primaire Démocrate de 2022 du 10e district congressionnel de Floride | Primaire Démocrate de 2022 du 10e district congressionnel de Floride | Primaire Démocrate de 2022 du 10e district congressionnel de Floride | Primaire Démocrate de 2022 du 10e district congressionnel de Floride | Primaire Démocrate de 2022 du 10e district congressionnel de Floride |
| -------------------------------------------------------------------- | -------------------------------------------------------------------- | -------------------------------------------------------------------- | -------------------------------------------------------------------- | -------------------------------------------------------------------- |
| Parti                                                                | Parti                                                                | Candidat                                                             | Votes                                                                | %                                                                    |
|                                                                      | Démocrate                                                            | Maxwell Alejandro Frost                                              | 19 288                                                               | 34,8                                                                 |
|                                                                      | Démocrate                                                            | Randolph Bracy III                                                   | 13 677                                                               | 24,6                                                                 |
|                                                                      | Démocrate                                                            | Alan Grayson                                                         | 8 526                                                                | 15,4                                                                 |
|                                                                      | Démocrate                                                            | Corrine Brown                                                        | 5 274                                                                | 9,5                                                                  |
|                                                                      | Démocrate                                                            | Natalie Jackson                                                      | 3 872                                                                | 7,0                                                                  |
|                                                                      | Démocrate                                                            | Teresa Tachon                                                        | 1 301                                                                | 2,3                                                                  |
|                                                                      | Démocrate                                                            | Jeffrey Boone                                                        | 1 181                                                                | 2,1                                                                  |
|                                                                      | Démocrate                                                            | Terence Gray                                                         | 1 032                                                                | 1,9                                                                  |
|                                                                      | Démocrate                                                            | Jack Achenbach                                                       | 714                                                                  | 1,3                                                                  |
|                                                                      | Démocrate                                                            | Khalid Muneer                                                        | 604                                                                  | 1,1                                                                  |

| Élection de 2022 du 10e district congressionnel de Floride | Élection de 2022 du 10e district congressionnel de Floride | Élection de 2022 du 10e district congressionnel de Floride | Élection de 2022 du 10e district congressionnel de Floride | Élection de 2022 du 10e district congressionnel de Floride |
| ---------------------------------------------------------- | ---------------------------------------------------------- | ---------------------------------------------------------- | ---------------------------------------------------------- | ---------------------------------------------------------- |
| Parti                                                      | Parti                                                      | Candidat                                                   | Votes                                                      | %                                                          |
|                                                            | Démocrate                                                  | Maxwell Frost                                              | 117 955                                                    | 59,0                                                       |
|                                                            | Républicain                                                | Calvin Wimbish                                             | 78 844                                                     | 39,44                                                      |
|                                                            | Indépendant                                                | Jason Holic                                                | 2 001                                                      | 1,0                                                        |
|                                                            | Indépendant                                                | Usha Jain                                                  | 1 110                                                      | 0,56                                                       |
| Total des votes                                            | Total des votes                                            | Total des votes                                            | 199 910                                                    | 100 %                                                      |
|                                                            | Les Démocrates conservent                                  |                                                            |                                                            |                                                            |

### 2024
| Primaire Démocrate de 2024 du 10e district congressionnel de Floride | Primaire Démocrate de 2024 du 10e district congressionnel de Floride | Primaire Démocrate de 2024 du 10e district congressionnel de Floride | Primaire Démocrate de 2024 du 10e district congressionnel de Floride | Primaire Démocrate de 2024 du 10e district congressionnel de Floride |
| -------------------------------------------------------------------- | -------------------------------------------------------------------- | -------------------------------------------------------------------- | -------------------------------------------------------------------- | -------------------------------------------------------------------- |
| Parti                                                                | Parti                                                                | Candidat                                                             | Votes                                                                | %                                                                    |
|                                                                      | Démocrate                                                            | Maxwell Frost (sortant)                                              | 33 208                                                               | 81,8                                                                 |
|                                                                      | Démocrate                                                            | Wade Darius                                                          | 5106                                                                 | 12,6                                                                 |
|                                                                      | Démocrate                                                            | Vibert White                                                         | 2295                                                                 | 5,6                                                                  |

| Primaire Républicaine de 2024 du 10e district congressionnel de Floride | Primaire Républicaine de 2024 du 10e district congressionnel de Floride | Primaire Républicaine de 2024 du 10e district congressionnel de Floride | Primaire Républicaine de 2024 du 10e district congressionnel de Floride | Primaire Républicaine de 2024 du 10e district congressionnel de Floride |
| ----------------------------------------------------------------------- | ----------------------------------------------------------------------- | ----------------------------------------------------------------------- | ----------------------------------------------------------------------- | ----------------------------------------------------------------------- |
| Parti                                                                   | Parti                                                                   | Candidat                                                                | Votes                                                                   | %                                                                       |
|                                                                         | Républicain                                                             | Willie Montague                                                         | 11 183                                                                  | 53,5                                                                    |
|                                                                         | Républicain                                                             | Tuan Le                                                                 | 9734                                                                    | 46,5                                                                    |

| Élection de 2024 du 10e district congressionnel de Floride | Élection de 2024 du 10e district congressionnel de Floride | Élection de 2024 du 10e district congressionnel de Floride | Élection de 2024 du 10e district congressionnel de Floride | Élection de 2024 du 10e district congressionnel de Floride |
| ---------------------------------------------------------- | ---------------------------------------------------------- | ---------------------------------------------------------- | ---------------------------------------------------------- | ---------------------------------------------------------- |
| Parti                                                      | Parti                                                      | Candidat                                                   | Votes                                                      | %                                                          |
|                                                            | Démocrate                                                  | Maxwell Frost (sortant)                                    | 181 455                                                    | 62,4                                                       |
|                                                            | Républicain                                                | Willie Montague                                            | 109 460                                                    | 37,6                                                       |
| Total des votes                                            | Total des votes                                            | Total des votes                                            | 290 915                                                    | 100 %                                                      |
|                                                            | Les Démocrates conservent                                  |                                                            |                                                            |                                                            |